# 杏林短期大学
杏林短期大学（日语：／ Kyōrin Tanki Daigaku *），简称杏短，是过去一所位于日本东京都三鹰市的私立短期大学。

## 概要

### 简介
- 学校法人杏林学园经营之学校了、短期大学为于1966年开办。招収男女学生到1978年、停办于1982年[1][2]

### 历史
- 1966年 杏林学园短期大学成立并同时设置卫生技术科。有63个学生（含男12、女51）
- 1968年 卫生技术科的一年招生数增加为120从40[2]
- 1973年 改校名为杏林短期大学。
- 1978年 最后一年招生、次年停止招生（正式停办于1982年3月31日[2]）。

## 学校环境
- 校区：在了东京都三鹰市[注 1]

## 历任校长
- 松田进勇：就任短期大学校长从开办到停办[3][4]。

## 组织

### 学科
- 卫生技术科系

### 专科
| - 无 |

### 业余课程
| - 无 |

### 附属机关
| - 临床检查学研究室。 |

## 相关链接
- 日本短期大学列表